# کولونیا پیاسکی (استان اشوی‌داشکسیه)
کولونیا پیاسکی (به لهستانی: Kolonia Piaski) یک منطقهٔ مسکونی در لهستان است که در گمینا کونوو واقع شده‌است. کولونیا پیاسکی ۲۵۷ نفر جمعیت دارد.